# Scymnus nevadensis
Scymnus nevadensis är en skalbaggsart som beskrevs av Julius Weise 1929. Scymnus nevadensis ingår i släktet Scymnus och familjen nyckelpigor. Inga underarter finns listade i Catalogue of Life.